# Obolus
Obolus (från grekiskans obolos= penning, se obol) är ett fossilt släkte armfotingar med omväxlande skikt av kalciumfosfat och hornsubstans.
Skalen saknar låständer och sammanhålls av slutmuskler, även armstöd sakas. Obolus och besläktade former förekommer under kambrium och ordovicium.